# Biografielijst Ly

## Lyb
- Else-Marthe Sørlie Lybekk (1978), Noors handbalster

## Lyc
- Pasha D. Lychnikoff (1967), Russisch/Amerikaans acteur
- Lycurgus (7e eeuw v.Chr.?), Spartaans wetgever

## Lyd
- John Lydon (1956), Brits punker

## Lye
- Len Lye (1901-1980), Nieuw-Zeelands filmregisseur, beeldhouwer, auteur en dichter
- Charles Lyell (1797-1875), Brits advocaat, geoloog en paleontoloog

## Lyk
- Ivar Lykke (1872-1949), Noors politicus
- Ágota Lykovcán (1987), Hongaars schaatsster

## Lyl
- Jarrod Lyle (1981-2018), Australisch golfspeler
- Leslie Lyles, Amerikaans actrice
- Marjorie Lyles (1949), Amerikaans bedrijfswetenschapper
- Noah Lyles (1997), Amerikaans atleet

## Lym
- Dorothy Lyman (1947), Amerikaans actrice, filmregisseuse en filmproducente
- Will Lyman (1948), Amerikaans acteur

## Lyn

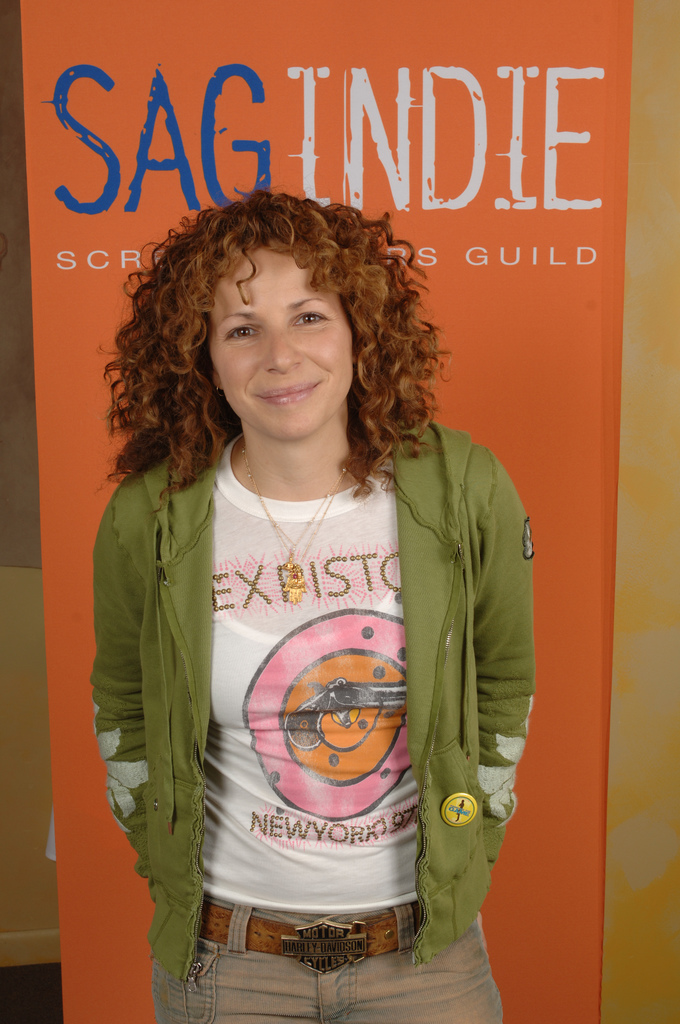
Meredith Scott Lynn

- David Lynch (1946-2025), Amerikaans regisseur
- George Lynch (1918-1997), Amerikaans autocoureur
- Jessica Lynch (1983), Amerikaans militair
- John Lynch (1961), Noord-Iers acteur en auteur
- Adrian Lyne (1941), Engels filmregisseur
- Feodor Lynen (1911-1979), Duits biochemicus en Nobelprijswinnaar
- Frida Lyngstad (1945), Zweeds zangeres
- Carol Lynley (1942-2019), Amerikaans actrice
- Alex Lynn (1993), Brits autocoureur
- Barry Lynn (1948), Amerikaans predikant en activist
- Gina Lynn (1974), Puerto Ricaans pornoactrice
- Janet Lynn (1953), Amerikaans kunstschaatsster
- Loretta Lynn (1932-2022), Amerikaans countryzangeres
- Meredith Scott Lynn (1970), Amerikaans actrice, filmproducente, filmregisseuse en scenarioschrijfster
- Vera Lynn (1917-2020), Brits zangeres
- Donna Lynton (1951), Amerikaans zangeres

## Lyo
- Sue Lyon (1946), Amerikaans actrice
- Richard Lyons (1979), Noord-Iers autocoureur

## Lys
- Kristin Lysdahl (1996), Noors alpineskiester
- Tatjana Lysenko (1983), Russisch atlete

## Lyt
- Volodymyr Lytvyn (1956), Oekraïens politicus

## Lyu
- Marusya Lyubcheva (1949), Bulgaars politica

## Lyz
- Roeslana Lyzjitsko (1973), Oekraïens zangeres, danseres, producente en componiste